# Colonia las Américas
Colonia las Américas är en ort i Mexiko.   Den ligger i kommunen Papantla och delstaten Veracruz, i den sydöstra delen av landet, 220 km nordost om huvudstaden Mexico City. Colonia las Américas ligger 229 meter över havet och antalet invånare är 168.
Terrängen runt Colonia las Américas är huvudsakligen platt, men åt sydost är den kuperad. Colonia las Américas ligger uppe på en höjd. Runt Colonia las Américas är det ganska tätbefolkat, med 179 invånare per kvadratkilometer. Närmaste större samhälle är Poza Rica de Hidalgo, 16,8 km nordväst om Colonia las Américas. Trakten runt Colonia las Américas består till största delen av jordbruksmark.